# Staffelbach
Staffelbach is een gemeente en plaats in het Zwitserse kanton Aargau en maakt deel uit van het district Zofingen.
Staffelbach telt 1.055 inwoners.